# ウディ・ガスリー/わが心のふるさと
『ウディ・ガスリー/わが心のふるさと』（Bound for Glory）は、ハル・アシュビー監督による1976年のアメリカ映画である。フォーク歌手のウディ・ガスリーを描いた映画であり、本人による伝記本『Bound for Glory』を原作としている。
ギャレット・ブラウンが開発したステディカムが初めて撮影に使われた作品であり、ブラウンはカメラ・オペレーターとして撮影に参加している。

## キャスト
- ウディ・ガスリー：デビッド・キャラダイン
- ロニー・コックス
- メリンダ・ディロン
- ランディ・クエイド
- M・エメット・ウォルシュ
- メアリー・ケイ・プレイス
- ウェンディ・シャール
- ゲイル・ストリックランド
- ブライオン・ジェームズ
- バーニー・コペル

## 受賞とノミネート
| 賞                           | 部門                    | 候補者                                             | 結果       |
| ---------------------------- | ----------------------- | -------------------------------------------------- | ---------- |
| アカデミー賞                 | 作品賞                  | ロバート・F・ブラモフ、ハロルド・レヴェンサル      | ノミネート |
| アカデミー賞                 | 脚色賞                  | ロバート・ゲッチェル                               | ノミネート |
| アカデミー賞                 | 撮影賞                  | ハスケル・ウェクスラー                             | 受賞       |
| アカデミー賞                 | 音楽賞                  | レナード・ローゼンマン                             | 受賞       |
| アカデミー賞                 | 衣裳デザイン賞          | ウィリアム・サイス                                 | ノミネート |
| アカデミー賞                 | 編集賞                  | ペンブローク・J・ヘリング、ロバート・C・ジョーンズ | ノミネート |
| ゴールデングローブ賞         | 作品賞 (ドラマ部門)     | 『ウディ・ガスリー/わが心のふるさと』              | ノミネート |
| ゴールデングローブ賞         | 主演男優賞 (ドラマ部門) | デヴィッド・キャラダイン                           | ノミネート |
| ゴールデングローブ賞         | 監督賞                  | ハル・アシュビー                                   | ノミネート |
| カンヌ国際映画祭             | パルム・ドール          | ハル・アシュビー                                   | ノミネート |
| ロサンゼルス映画批評家協会賞 | 撮影賞                  | ハスケル・ウェクスラー                             | 受賞       |
| 全米映画批評家協会賞         | 撮影賞                  | ハスケル・ウェクスラー                             | 受賞       |